# Station Rokiciny Podhalańskie
Station Rokiciny Podhalańskie is een spoorwegstation in de Poolse plaats Rokiciny Podhalańskie.